# Nowoprudnicki
Nowoprudnicki – potok na ziemi prudnickiej, w południowo-zachodniej Polsce, w województwie opolskim, powiatach prudnickim i krapkowickm, gminach Biała i Strzeleczki, długości 8,21 km. Dopływ Browinieckiego.
Nazwa potoku pochodzi od nazwy pobliskiego miasta Prudnik. Przepływa przez miejscowości Nowa Wieś Prudnicka oraz Moszna. Zasila stawy hodowlane na terenie Mosznej. Płynie przez park przy pałacu w Mosznej.